# Manaosbia
Manaosbia is een geslacht van hooiwagens uit de familie Manaosbiidae.
De wetenschappelijke naam Manaosbia is voor het eerst geldig gepubliceerd door Roewer in 1943. 

## Soorten
Manaosbia is monotypisch en omvat slechts de volgende soort:
- Manaosbia scopulata